# Полимиозит
Полимиозит (ПМ) — это тип хронического воспаления мышц (воспалительная миопатия), связанного с дерматомиозитом и миозитом с включениями. В переводе означает «воспаление многих мышц» (поли- + миос- + -итис). Воспаление полимиозита в основном обнаруживается в эндомизиальном слое скелетных мышц, тогда как дерматомиозит характеризуется главным образом воспалением перимизиального слоя скелетных мышц.

## Признаки и симптомы
Отличительной чертой полимиозита является слабость и/или потеря мышечной массы в проксимальном отделе мускулатуры, а также сгибание шеи и туловища. Эти симптомы также могут быть связаны с выраженной болью в этих областях. Разгибатели бедра часто сильно поражаются, что приводит к особым трудностям при подъеме по лестнице и выходе из сидячего положения. Поражение кожи как при дерматомиозите, при полимиозите отсутствует. Дисфагия (затрудненное глотание) или другие проблемы с моторикой пищевода возникают у 1/3 пациентов. Может присутствовать низкая температура и увеличенные лимфатические узлы. Парез стопы на одной или обеих ногах может быть симптомом прогрессирующего полимиозита и миозита с включениями. Cистемные поражения полимиозита включают интерстициальные заболевания лёгких (ИЗЛ) и сердечные заболевания, такие как сердечная недостаточность и аритмия сердца.
Полимиозит имеет тенденцию проявляться в зрелом возрасте, проявляясь двусторонней слабостью проксимальных мышц, часто отмечаемой в верхней части ног из-за быстрой усталости при ходьбе. Иногда слабость проявляется в неспособности подняться из сидячего положения без посторонней помощи или в неспособности поднять руки над головой. Слабость обычно прогрессирует, сопровождаясь лимфоцитарным воспалением (в основном цитотоксическими Т-клетками).

### Связанные заболевания
Полимиозит и связанные с ним воспалительные миопатии имеют повышенный риск развития рака. Было обнаружено, что с повышенным риском развития рака связаны пожилой возраст, возраст старше 45 лет, мужской пол, трудности с глотанием, гибель клеток кожи, кожный васкулит, быстрое начало миозита (<4 недель), повышенная креатинкиназа, более высокая скорость оседания эритроцитов и более высокий уровень С-реактивного белка. Некоторые факторы связаны с риском ниже среднего, включая наличие интерстициального заболевания легких, воспаления суставов/боли в суставах, синдрома Рейно или антитела против Jo-1. Злокачественные новообразования, которые связаны с раком носоглотки, раком легких, неходжкинской лимфомой и раком мочевого пузыря, среди прочих.
Поражение сердца проявляется, как правило, сердечной недостаточностью и присутствует до 77 % пациентов. Интерстициальное заболевание легких встречается до 65 % пациентов с полимиозитом, определяемым HRCT или рестрикцией дыхательных путей, совместно с интерстициальным заболеванием легких.

## Причины
Полимиозит — это воспалительная миопатия, опосредованная цитотоксическими Т-клетками с еще неизвестным аутоантигеном, в то время как дерматомиозит — это гуморально опосредованная ангиопатия, приводящая к миозиту и типичному дерматиту.
Причина полимиозита неизвестна, но может быть связана с вирусами и аутоиммунными факторами. Рак может вызвать полимиозит и дерматомиозит, возможно, через иммунную реакцию против рака, которая также атакует компонент мышц. Имеются предварительные данные о связи с целиакией.

## Диагностика
Диагноз ставится по четырем обследованиям: анамнез и физикальное обследование, повышение уровня креатинкиназы, изменение электромиографии (ЭМГ) и положительная биопсия мышц.
Отличительной клинической особенностью полимиозита является слабость проксимальных мышц, при этом менее важными результатами являются мышечная боль и дисфагия. Анализы сердца и легких будут присутствовать примерно в 25 % случаев у пациентов с полимиозитом.
Спорадический миозит с включениям (сМСВ): часто путают с (ошибочно диагностируемым) полимиозитом или дерматомиозитом, который не реагирует на такое же лечение как МСВ. сМСВ развивается от нескольких месяцев до нескольких лет, полимиозит — от нескольких недель до нескольких месяцев. Полимиозит, как правило, хорошо поддается лечению, по крайней мере, на начальном этапе; а МСВ нет.

## Лечение
Первая линия лечения полимиозита — это кортикостероиды. Специализированная физиотерапия может дополнять лечение для повышения качества жизни

## Эпидемология
Полимиозит, как и дерматомиозит, поражает женщин чаще, чем мужчин